# Transfusão de sangue
Transfusão é o ato médico de transferir um sangue ou hemocomponentes deste (plasma sanguíneo, plaquetas, hemácias e leucócitos) de um doador para o sistema circulatório de um receptor. Para o sucesso do procedimento, é necessário haver uma compatibilização entre os agentes. É um tipo de terapia que tem se mostrado muito eficaz em situações de choque, hemorragias ou doenças sanguíneas. Frequentemente usa-se transfusão em intervenções cirúrgicas, traumatismos, hemorragias digestivas ou em outros casos em que tenha havido grande perda de sangue.    

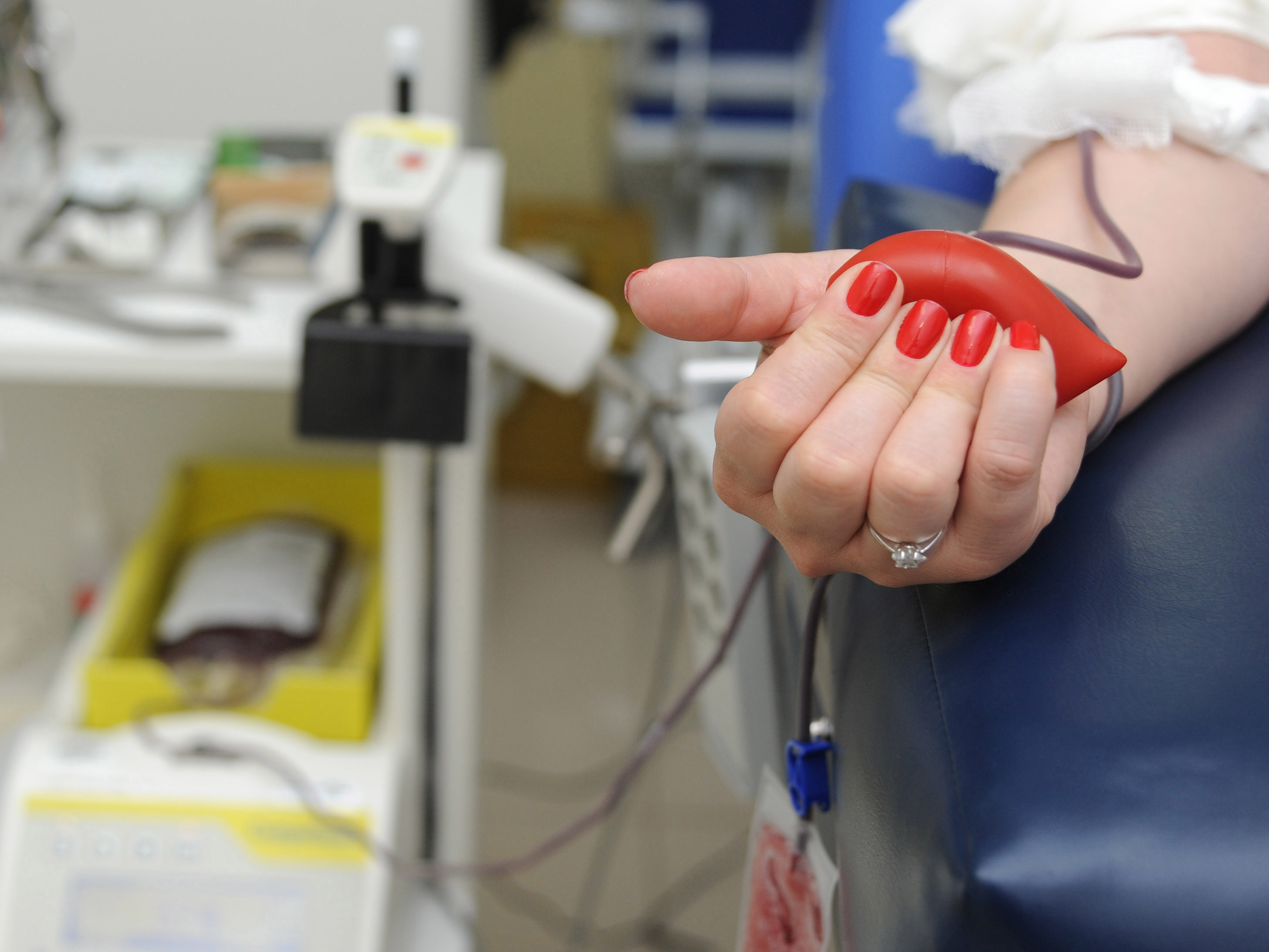
Bolsa de Sangue

## História
Uma transfusão sanguínea foi descrita no século XV pelo escritor italiano Stefano Infessura. O relato, de 1492, informava que o Papa Inocêncio VIII estava em coma. Foi então infundido o sangue de três meninos no pontífice agonizante (por via oral, uma vez que o conceito de circulação e os métodos de acesso intravenoso ainda não existiam na época) por sugestão de um médico. Os meninos tinham 10 anos de idade e a eles foi prometido um ducado para cada um. Entretanto, o Papa e os meninos morreram. Alguns autores não dão credito ao relato de Infessura, acusando-o de antipapismo.
No século XVI, o médico britânico William Harvey foi o primeiro a descrever apropriadamente como o sangue era bombeado por todo o corpo pelo coração, tendo realizado experimentos com a circulação sanguínea. No século seguinte, pesquisas mais sofisticadas sobre transfusão de sangue começaram, com experimentos bem sucedidos, envolvendo animais. As tentativas sucessivas com seres humanos, no entanto, continuavam tendo resultados fatais.
As primeiras transfusões de sangue foram realizadas em animais no século XVII por Richard Lower, em Oxford, no ano de 1665.

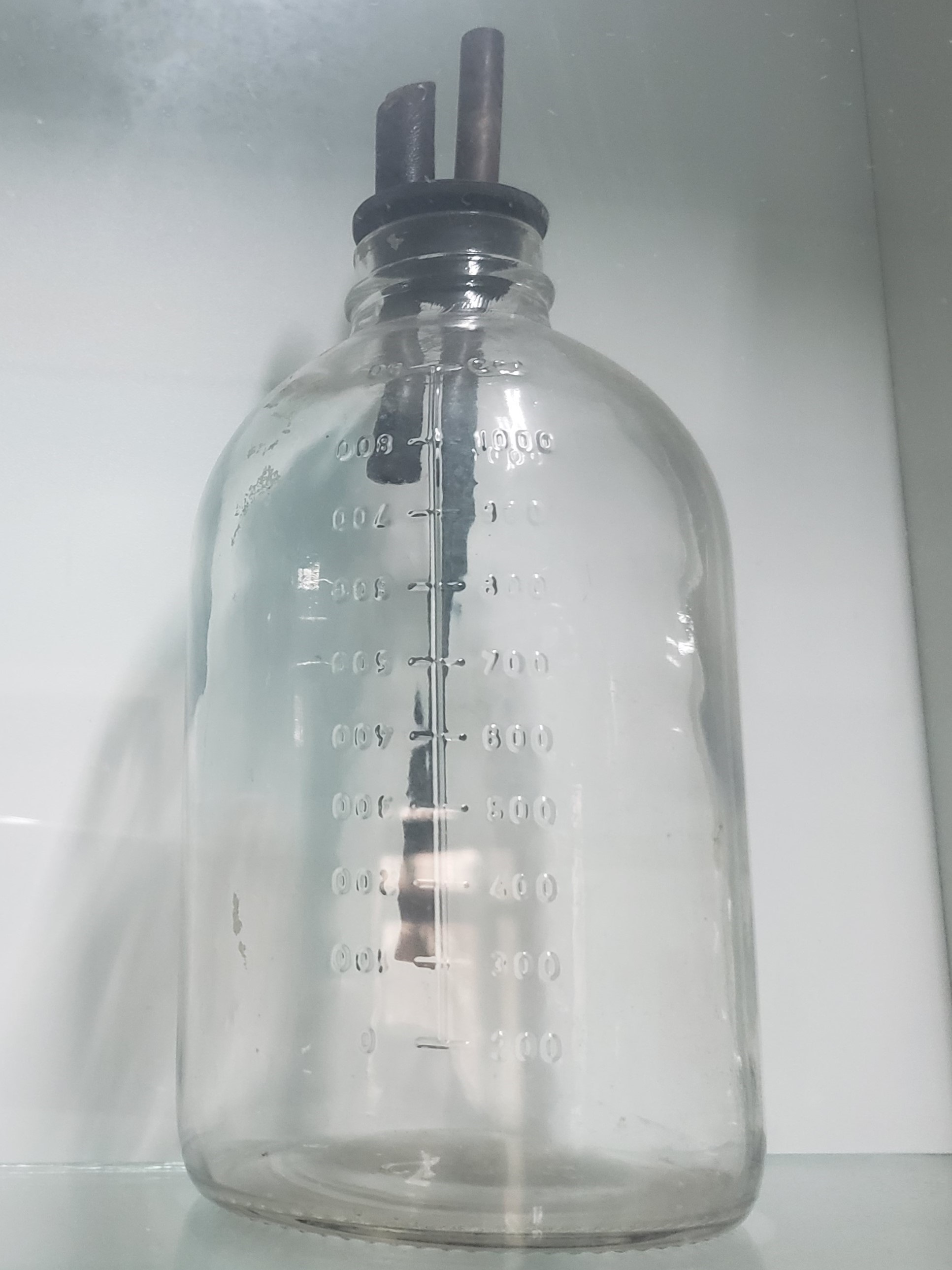
Vidro utilizado em método antigo de transfusão de sangue.

Dois anos mais tarde, Jean Baptiste Denis, médico de Luis XIV, professor de filosofia e matemática na cidade de Montpellier, através de um tubo de prata, infundiu um copo de sangue de carneiro em Antoine Mauroy, de 34 anos, doente mental que perambulava pelas ruas da cidade que faleceu após a terceira transfusão. Na época, as transfusões eram heterólogas (entre espécies diferentes) e Denis defendia sua prática argumentando que o sangue de animais estaria menos contaminado de vícios e paixões. Esta prática considerada criminosa e proibida inicialmente pela Faculdade de Medicina de Paris, posteriormente em Roma e na Royal Society, da Inglaterra.
Em 1788, Pontick e Landois, obtiveram resultados positivos realizando transfusões homólogas, chegando à conclusão de que poderiam ser benéficas e salvar vidas. A primeira transfusão com sangue humano é atribuída a James Blundell, em 1818, que após realizar com sucesso experimentos em animais, transfundiu mulheres com hemorragias pós-parto.
No final do século XIX, problemas com a coagulação do sangue e reações adversas continuavam a desafiar os cientistas.
Em 1869, foram iniciadas tentativas para se encontrar um anticoagulante atóxico, culminando com a recomendação pelo uso de fosfato de sódio, por Braxton Hicks. Simultaneamente desenvolviam-se equipamentos destinados a realização de transfusões indiretas, bem como técnicas cirúrgicas para transfusões diretas, ficando esses procedimentos conhecidos como transfusões braço a braço.
Em 1901, o imunologista austríaco Karl Landsteiner descreveu os principais tipos de células vermelhas: A, B, O e mais tarde a AB. Como consequência dessa descoberta, tornou-se possível estabelecer quais eram os tipos de células vermelhas compatíveis e que não causariam reações desastrosas, culminado com a morte do receptor.
A primeira transfusão precedida da realização de provas de compatibilidade, foi realizada em 1907, por Reuben Ottenber, porém este procedimento só passou a ser utilizado em larga escala a partir da Primeira Guerra Mundial (1914-1918).
Em 1914, Hustin relatou o emprego de citrato de sódio e glicose como uma solução diluente e anticoagulante para transfusões, e em 1915 Lewisohn determinou a quantidade mínima necessária para a anticoagulação. Desta forma, tornavam-se mais seguras e práticas as transfusões de sangue.
O médico espanhol Frederic Durán foi quem fundou o primeiro banco de sangue da história em 12 de Julho de 1949. Foi o inventor desse sistema pioneiro e moderno para a transfusão e a conservação do plasma sanguíneo.
Após quatro décadas da descoberta do sistema ABO, um outro fato revolucionou a prática da medicina transfusional, a identificação do fator Rh, realizada por Landsteiner.
No século XX, o progresso das transfusões foi firmado através do descobrimento dos grupos sanguíneos; do fator Rh; do emprego científico dos anticoagulantes; do aperfeiçoamento sucessivo da aparelhagem de coleta e de aplicação de sangue, e, do conhecimento mais rigoroso das indicações e contra indicações do uso do sangue.
Após a Segunda Guerra Mundial, com os progressos científicos e o crescimento da demanda por transfusões de sangue, surgiram no Brasil os primeiros Bancos de Sangue.

## O sangue e seus componentes
O sangue é um tecido vivo que circula ininterruptamente pelas nossas artérias e veias, levando oxigênio e nutrientes a todos os órgãos do corpo e trazendo o gás carbônico. É composto por plasma, plaquetas, hemácias e leucócitos. O sangue é produzido na medula óssea dos ossos chatos, vértebras, costelas, quadril, crânio e esterno.
No plasma sanguíneo, podem ou não existir dois tipos de anticorpos, denominados de aglutininas.
Um indivíduo que possui hemácias do tipo A produzirá aglutininas anti-B. Um indivíduo com hemácias do tipo B produzirá aglutininas anti-A.
Um indivíduo com hemácias AB não produzirá nenhuma aglutinina, pois apresenta os dois tipos de aglutinogênios. Já o indivíduo com hemácias do tipo O produz aglutininas anti-A e anti-B, pois não apresenta aglutinogênios.
Devido a estas características imunitárias, é que as tentativas aleatórias iniciais de transfusões sanguíneas resultaram em muitos fracassos.
Os indivíduos que apresentavam o fator Rh passaram a ser designados Rh+, geneticamente correspondem aos genótipos RR ou Rr.
Os indivíduos que não apresentam o fator Rh foram designados Rh- e apresentavam o genótipo rr, sendo considerados recessivos.
Somente da combinação entre o Sistema ABO e do Fator Rh, poderemos encontrar os chamados doadores universais (O negativo) e receptores universais (AB positivo).

## Sistema Rh
O sangue é classificado em grupos (positivo e negativo) pela presença ou ausência de um antígeno de superfície da hemácia que foi encontrado primeiramente no macaco ''''Rh'esus'''', dando nome ao fator Rh Assim, o sangue Rh negativo

## Sistema ABO
O sangue também é classificado como do tipo A, B, AB ou O. Esta classificação teve origem na descoberta de dois antígenos de superfície, para os quais foram dados os nomes de A e B. Quando a hemácia possuía o antígeno A era chamado de sangue tipo A, quando possuía B, tipo B, quando possuía os dois, tipo AB. Quando não possuía nem A nem B, era assinalado com um número zero (0). As pessoas começaram a ler o zero como a letra O, dando origem ao sistema ABO.
- AA ou Ia,Ia ~> GRUPO A
- BB ou Ib,Ib ~> GRUPO B
- AO ou Ia,i ~> GRUPO  A
- BO ou Ib,i ~> GRUPO B
- AB ou Ia,Ib ~> GRUPO AB
- OO ou ii ~> GRUPO O

### Compatibilidade Sanguínea
O sangue que será doado é separado nos seus componentes principais - os hemocomponentes, e estes são fracionados em seus diversos elementos - os hemoderivados, para a aplicação terapêutica somente da fracção necessária. Se for necessária uma transfusão de sangue total, os monocomponentes podem ser reunidos.
- Hemácias - é o glóbulo vermelho, que transporta o oxigênio. Pessoas com sangue Rh positivo podem receber hemácias do tipo Rh negativo. O contrário não é verdadeiro. Pessoas do grupo O só podem receber hemácias do grupo O. Pessoas do grupo AB podem receber hemácias do grupo O, A e B. Pessoas do grupo B podem receber hemácias do grupo O e B, mas não do A e nem do AB.  Pessoas do grupo A podem receber hemácias do grupo O e A, mas não do B e nem do AB.

A pessoa portadora do tipo de sangue O negativo é tida como sendo doador universal, seu sangue serve para qualquer paciente (estando na forma  de concentrado de hemácia), mas no caso de transfusão, o ideal é o paciente receber sangue do mesmo tipo que o seu.
A pessoa portadora do sangue AB positivo é tida como receptor universal, podendo receber transfusão de qualquer tipo de sangue, mas só pode fazer doação para quem tem sangue do mesmo tipo (e esse é considerado um dos sangues mais raros que existe).
Cada componente do sangue tem propriedades especiais e pode ser separado para tratar de problemas específicos de cada paciente.

## Doação de Sangue

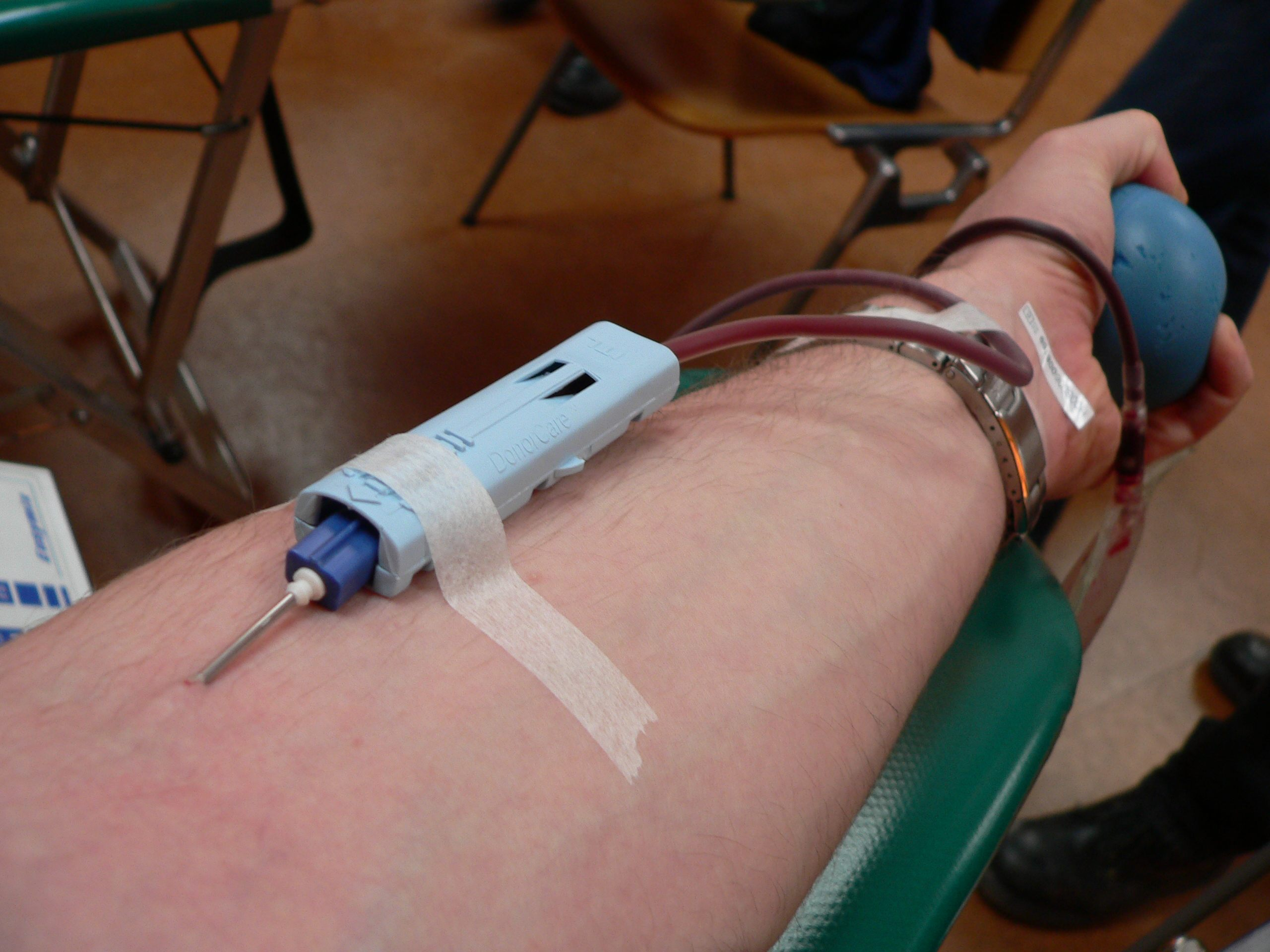
Doando sangue

Os Centros Hemoterápicos necessitam de muito sangue para suprir às necessidades da população, devido ao grande número de acidentes e doenças sanguíneas que necessitam de transfusões. Não existem substitutos para todas as funções do sangue. Geralmente, restabelece-se o volume líquido do sangue mediante soluções salinas ou gelatinosas e estimula-se a produção acelerada de hemácias. Mas nos casos de hemorragias massivas necessitam de hemácias. Também os hemofílicos necessitam dos fatores de coagulação (Fator VIII e Fator IX), para a qual não existe substituto. A molécula da hemoglobina artificial ainda encontra-se em ensaios pré-clínicos.
O doador não corre nenhum risco, já que são utilizadas para a coleta do sangue bolsas e agulhas esterilizadas e descartáveis, isto é, utilizadas apenas uma vez.
Para doar sangue o indivíduo deve ter entre 18 e 60 anos, mais de 50 quilos, estar de boa saúde, não ser tóxico dependente ou estar tomando certos medicamentos e realizar apenas "sexo seguro". A doação deve ser voluntária e não remunerada, como maneira de evitar a doação de sangue doente.
Nova Portaria Sobre Doação De Sangue:
Antes, apenas pessoas entre 18 e 65 anos podiam doar sangue. Agora, é possível doar entre 18 e 67 anos, 11 meses e 29 dias. Pessoas de 16 e 17 anos podem doar com consentimento dos responsáveis. No caso de pessoas abaixo de 16 anos e acima de 68 anos, o médico pode analisar em casos "tecnicamente justificáveis". O limite para a primeira doação é 60 anos, 11 meses e 29 dias.

## Alternativas Atualmente Disponíveis
Atualmente não existem fluidos alternativos que sejam capazes de transportar oxigênio. Alternativas médicas ao sangue, algumas vezes chamados de substitutos do sangue, são usados para encher o volume de fluido no sistema circulatório para evitar o choque hipovolêmico.

## Complicações
As transfusões não são uma prática médica isenta de riscos, sendo que a decisão do uso do sangue é tomada pelos médicos quando acreditam que os benefícios são maiores que o riscos. Entre as complicações podem haver: falha humana, falta de controle de qualidade, hemólise e contaminação. Entre as doenças e infecções passíveis de transmissão constam : hepatite, Aids, citomegalovírus, hemocromatose secundária e sensibilização, entre outras.